# Olhos-d'Água
Olhos d'Água este un oraș în Minas Gerais (MG), Brazilia.